# Hryhorij Laptschenko
Hryhorij Hnatowytsch Laptschenko (* 13. Januarjul. / 25. Januar 1801greg. in Waljawa, Gouvernement Kiew, Russisches Kaiserreich; † 1876 in Dünaburg, Gouvernement Witebsk, Russisches Kaiserreich) war ein ukrainisch-russischer Maler.

## Leben
Hryhorij Laptschenko kam als Sohn eines Kosaken im Dorf Waljawa der heutigen Oblast Tscherkassy zur Welt. Im Alter von 11 Jahren ging er als Schüler an die private Zeichenschule des Ikonenmalers Stepan Prewlozkyj (ukrainisch Степан Степанович Превлоцький) in Korsun, bei dem später auch der Maler und Kunstlehrer Iwan Soschenko sowie Taras Schewtschenko lernten.

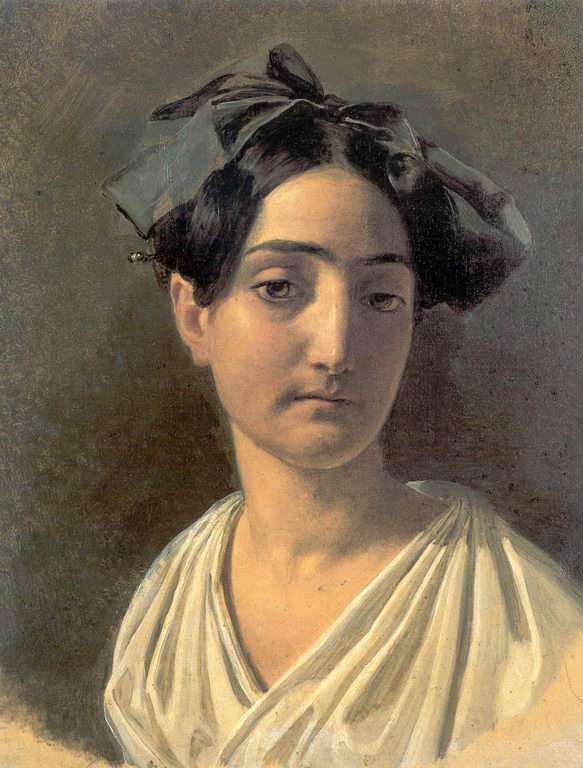
Laptschenkos Frau Vittoria Caldoni von A. Iwanow, 1834

Nachdem sein Talent dem Grafen Michail Woronzow aufgefallen war, ging er zur weiteren Ausbildung zuerst nach Bila Zerkwa und anschließend nach Fürsprache und auf Kosten des Grafen von 1822 bis 1830 zum Studium in die Klasse der historischen Malerei bei Professor Andrei Iwanow an der Kaiserlichen Akademie der Künste in Sankt Petersburg. Er schloss das Studium mit Auszeichnung ab und erhielt ein Stipendium zur weiteren Fortbildung in Italien, wo er gemeinsam mit dem Sohn seines Professors Alexander Iwanow 1831 eintraf und dort in Albano Laziale und Rom lebte.
Von 1834 an büßte er erheblich an Sehfähigkeit ein, was seine Arbeit als Maler beeinträchtigte. In Italien lernte er das Modell vieler bekannter Künstler Vittoria Caldoni kennen und heiratete sie 1839. Im selben Jahr kehrte er mit seiner Frau ins Russische Reich zurück und lebte ab Mitte 1840 in Kiew. Er war, aufgrund seiner weiter nachlassenden Sehkraft, die ihn am Malen hinderte, fortan mit Verwaltungstätigkeiten für Michail Woronzow unter anderem in Odessa und auf der Krim beschäftigt.
Nach dem Tod von Michail Woronzow 1856 zog er mit seiner Frau und dem gemeinsamen Sohn Sergei Grigorjewitsch Laptschenko nach Moschny, einem Dorf im Gouvernement Kiew, wo Woronzow einen Palast besaß, und lebte dort bis 1868. Seit 1869 lebte er bis zu seinem Tode mit seinem Sohn unter wirtschaftlich schwierigen Umständen im lettischen Dünaburg, wo er 1876 verstarb. Er wurde in Sankt Petersburg begraben.

## Werk
Hryhorij Laptschenko war ein Vertreter des ukrainischen und russischen Spätklassizismus. Er arbeitete im Genre der Historien- und Porträtmalerei.

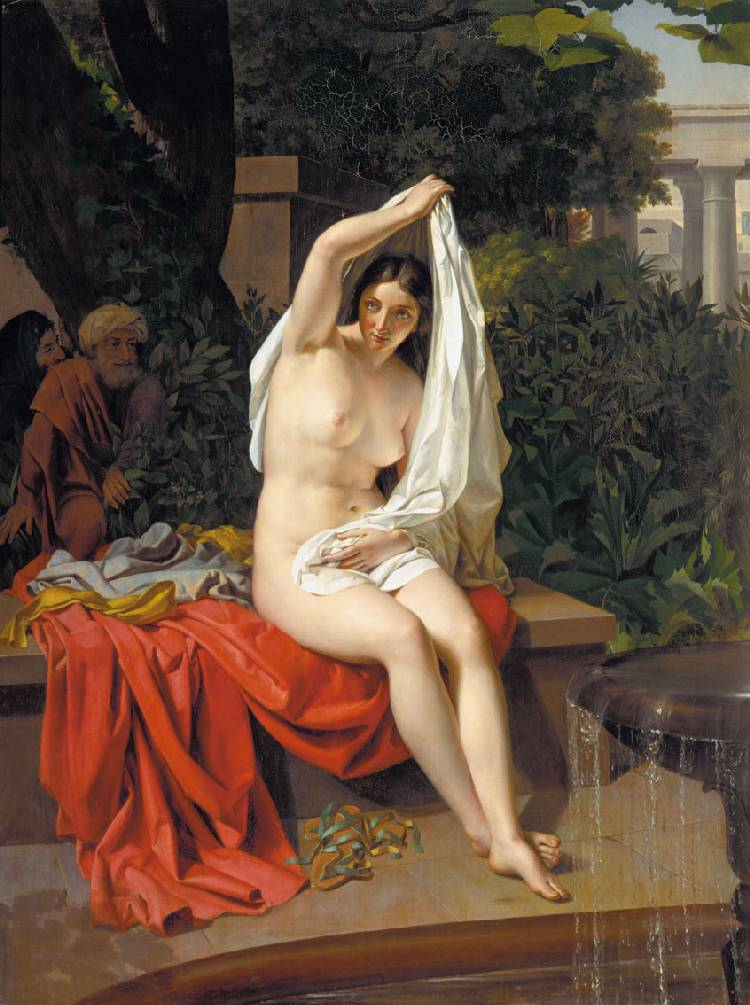
„Susanna und die Ältesten“, 1831
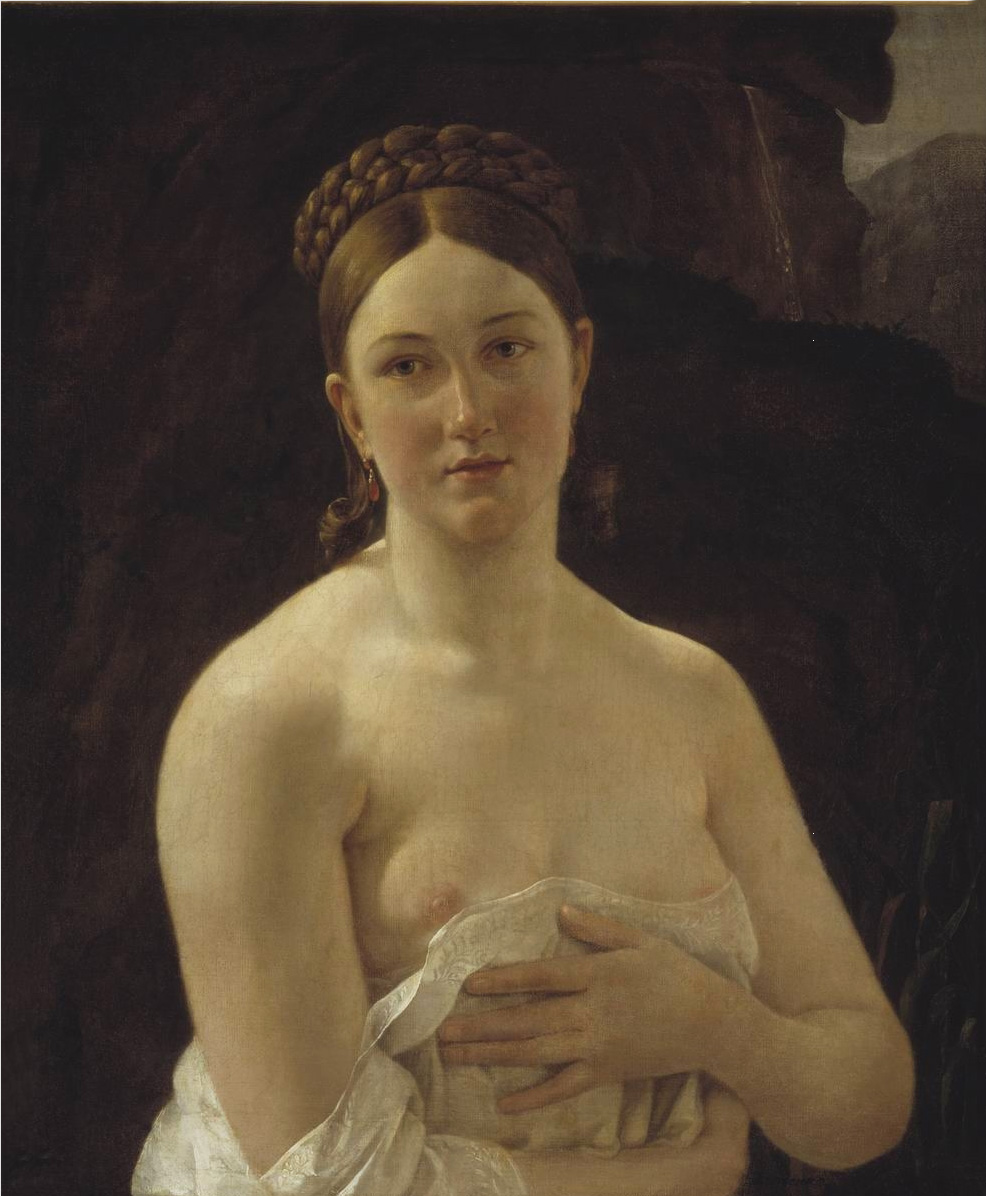
„Die Badende“, Anfang der 1830er Jahre
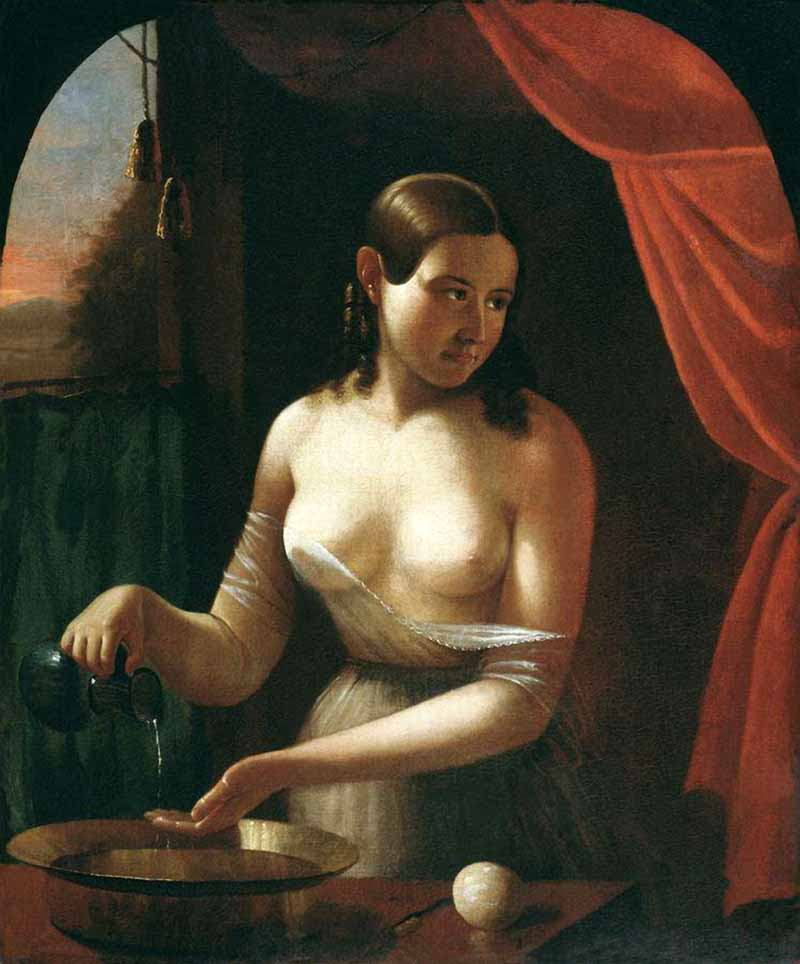
„Morgen“, 1830er Jahre
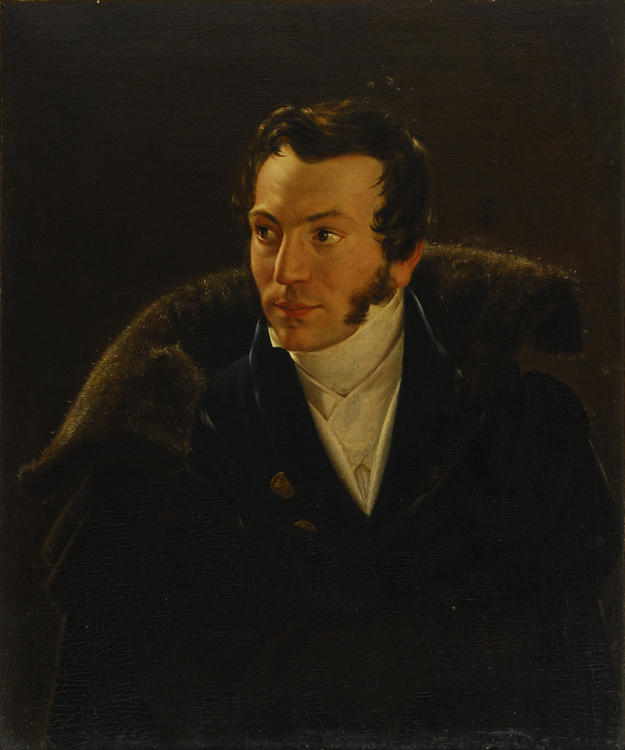
„Porträt eines Mannes“, zweite Hälfte der 1820er Jahre oder Anfang der 1830er Jahre